# Joseph Marshall Walker

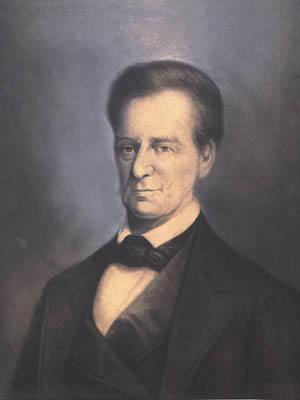
Joseph Marshall Walker

Joseph Marshall Walker (* 1. Juli 1784 in New Orleans, damals spanische Kolonie; † 20. Januar 1856 Louisiana) war ein US-amerikanischer Politiker und von 1850 bis 1853 Gouverneur des Bundesstaates Louisiana.

## Frühe Jahre
Marshall war der Sohn eines englischen Vaters und einer Kreolin. Zum Zeitpunkt seiner Geburt war das heutige Louisiana noch eine spanische Kolonie. Der junge Marshall genoss eine eher durchschnittliche Schulausbildung, war aber sehr sprachbegabt. Er sprach fließend Spanisch, Französisch und Englisch. Im Jahr 1807 ging er nach Mexiko, wo er in die spanische Armee eintrat und dann Leiter einer Militärschule in Chihuahua wurde.

## Politischer Aufstieg
Während des Krieges von 1812 diente Walker in der Miliz von Louisiana, das inzwischen Teil der Vereinigten Staaten geworden war. Er nahm an der Schlacht von New Orleans teil. Auch in den folgenden Jahren blieb er neben seiner politischen Tätigkeit Mitglied der Miliz, in deren Reihen er bis zum Brigadegeneral aufstieg. In den Jahren 1822, 1832 und 1836 wurde er in das Repräsentantenhaus von Louisiana gewählt, dessen Speaker er zeitweise war. Dazwischen war er im Jahr 1824 im Senat von Louisiana. Walker war auch Mitglied einer Konferenz, die im Jahr 1845 die Staatsverfassung überarbeitete. Zwischen 1845 und 1849 war er Finanzminister von Louisiana.

## Gouverneur von Louisiana
Joseph Marshall war Mitglied der Demokratischen Partei und wurde als deren Kandidat am 5. November 1849 zum neuen Gouverneur seines Staates gewählt. Walker trat sein neues Amt am 28. Januar 1850 an. Er war der erste Gouverneur dieses Staates, der in der neuen Hauptstadt Baton Rouge in sein Amt eingeführt wurde. Der Regierungssitz war erst 1849 dorthin verlegt worden. In Marshalls Amtszeit wurden die Wasserstraßen ausgebaut und Deiche für den Hochwasserschutz errichtet. Außerdem wurde der Ausbau des Eisenbahnnetzes vorangetrieben. Auf dem Bildungssektor wurden im ganzen Staat für weiße Kinder kostenlose öffentliche Schulen eingeführt. Die erst wenige Jahre zuvor überarbeitete Staatsverfassung war in Louisiana sehr unbeliebt. Daher wurde sie 1852 nochmals revidiert. Gouverneur Walker konnte sich aber nicht mit dem Ergebnis der Verfassungsreform abfinden und trat aus diesem Grund am 18. Januar 1853 von seinem Amt zurück.

## Weiterer Lebenslauf
Nach seinem Rücktritt zog er sich auf seine Plantage im Rapides Parish zurück. Seine Partei bot ihm eine Kandidatur für das US-Repräsentantenhaus an, die er aber ablehnte. Joseph Marshall starb im Januar 1856. Mit seiner Frau Catherine Carter hatte er zwölf Kinder.